# Vajdácska
Vajdácska è un comune dell'Ungheria di 1.401 abitanti (dati 2001) . È situato nella contea di Borsod-Abaúj-Zemplén.